# Nyctiophylax sinuatus
Nyctiophylax sinuatus is een fossiele soort schietmot uit de familie Polycentropodidae.